# Fränsta
Fränsta è un'area urbana della Svezia situata nel comune di Ånge, contea di Västernorrland.
La popolazione rilevata nel censimento 2010 era di 1 256 abitanti .